# Glansfläck
Glansfläck (Arthonia spadicea) är en lavart som beskrevs av William Allport Leighton. 
Glansfläck ingår i släktet Arthonia och familjen Arthoniaceae.  Arten är reproducerande i Sverige. Inga underarter finns listade i Catalogue of Life.